# Swallows and Amazons Forever!
Swallows and Amazons Forever! je britský televizní seriál pro děti, který v roce 1984 vysílal televizní kanál BBC Two. Seriál vznikl na motivy dvou knih Arthura Ransomeho: Klub Lysek (čtyři epizody) a Velká šestka (čtyři epizody). Navzdory názvu (Vlaštovky a Amazonky navždy!) se ostatní děti z Ransomeových románů v seriálu nevyskytují.

## Děj
Příběh se odehrává na Norfolských řekách ve 30. letech 20. století, částečně poblíž vesnice Horning, kam přijíždějí sourozenci Dick a Dorotka Callumovi, aby strávili prázdniny u paní Barrablové. Zde se seznamují s klubem Lysek. Jejich členy jsou místní děti Tom Dudgeon, dvojčata Nell a Bess a tři synové stavitelů lodí Joe, Bill a Pete, kteří mají loď Smrt a sláva. Klub Lysek učí Dicka a Dorotku plachtit na lodi a zároveň chránit hnízdiště lysek a jiných ptáků na řece. Kvůli tomu se dostanou do konfliktu s pěti dospělými v motorovém člunu Margoletta, kterým děti přezdívají Hrubiáni. V následujícím příběhu je posádka lodi Smrt a sláva obviněna z odvazování člunů. Klub Lysek po vzoru Scotland Yardu založí detektivní skupinu Velká šestka, která se snaží dopadnout opravdové pachatele,

## Pokračování
V dalším pokračování měly být adaptovány další dvě knihy – Trosečníci z Vlaštovky a Piktové a mučedníci. Avšak náklady spojené s natáčením v Jezerní oblasti byly tak vysoké, že bylo pokračování seriálu zrušeno.

## Postavy a obsazení
| Richard Walton    | Dick Callum                |
| Caroline Downer   | Dorotka Callumová          |
| Henry Dimbleby    | Tom Dudgeon                |
| Claire Matthews   | Bess Farlandová            |
| Sarah Matthews    | Nell Farlandová            |
| Nicholas Walpole  | Joe                        |
| Mark Page         | Bill                       |
| Jake Coppard      | Pete                       |
| Rosemary Leach    | paní Barrableová           |
| John Woodvine     | policista Tedder           |
| Colin Baker       | doktor Dudgeon             |
| Andrew Burt       | Frank Farland              |
| Simon Hawes       | George Owden               |
| Julian Fellowes   | Jerry, hrubián             |
| Patrick Troughton | Harry Bangate, lovec úhořů |
| Sam Kelly         | majitel lodě Cachalot      |